# Agostino Soldati
Agostino Soldati (* 2. Februar 1857 in Neggio; † 9. Oktober 1938 in Lugano) war ein Schweizer Anwalt, Richter am Bundesgericht, Tessiner Grossrat und Staatsrat, Ständerat und Gründer der Zeitung Corriere del Ticino.

## Leben
Agostino Soldati war Sohn des Arztes Antonio Soldati und seiner Frau Giulia geborene Rusca. Nach dem Studium der Rechtswissenschaften an der Universität Turin war er als Rechtsanwalt und Notar in Lugano tätig (von 1879 bis 1890), unter anderem als Verteidiger im Prozess der Schiesserei von Stabio (1880). Er war Richter von 1892 bis 1936 Richter am Bundesgericht, das er 1904 präsidierte, und arbeitete auch im Ausland als Mitglied des Internationalen Gerichtshofs in Den Haag sowie als Präsident von Schiedsgerichten zur Festsetzung von Kriegsentschädigungen nach dem Ersten Weltkrieg. Im Jahr 1919 war er Gerichtspräsident im Zürcher Bombenprozess gegen den Genfer Anarchisten Luigi Bertoni. 1930 wirkte er als Richter im Prozess gegen Giovanni Bassanesi. Verheiratet war er mit Mary Hubbard aus den USA.
Ab etwa 1880 war er in den Reihen der Konservativen (konservative Katholiken) aktiv, vertrat jedoch eine gemässigte Position, die ihn zur offenen Dissidenz gegen Gioachimo Respini führte. Soldati sass von 1883 bis 1890 im Tessiner Grossrat (1884 Präsident) sowie von 1889 bis 1892 im Ständerat (1891 Präsident, Bundesversammlung). Nach dem radikalen Aufstand vom 11. September 1890 (Tessiner Putsch) sass er der ersten konservativ-liberal gemischten Regierung des Kantons Tessin vor.
Am 28. Dezember 1891 gründete Soldati in Lugano die Zeitung Corriere del Ticino, die als Organ der liberal-konservativen Bewegung die Vermittlungspolitik der Regierung unterstützen sollte. Im Januar 1892 trat er nach der Ablehnung des von ihm massgeblich geprägten Gesetzes über die regionalen Eisenbahnen (sogenanntes «Soldati-Gesetz») durch das Volk aus der kantonalen Exekutive aus. Seine letzte politische Aktion im Kanton Tessin war die Gründung der Unione democratica ticinese («Tessiner Demokratische Union») im Jahr 1893, die auch als partito corrierista bekannt war, und versuchte, den Geist der gemischten Regierung bis 1901 (dem Jahr, in dem sie zum letzten Mal an Wahlen teilnahm) aufrechtzuerhalten.
Soldati förderte den Bau der Lugano-Ponte-Tresa-Bahn, die 1912 dank dem erheblichen finanziellen Beitrag seines Bruders Giuseppe Soldati schliesslich dem Betrieb übergeben werden konnte. Im Jahr 1910 wurde er zu deren Ehrenpräsidenten ernannt. Die Universität Freiburg verlieh ihm 1923 das Doktorat honoris causa.